# The Stolen Treaty (film 1917)
The Stolen Treaty è un film muto del 1917 diretto da Paul Scardon.

## Trama
A un ricevimento dato in onore del principe Zarl di Zorania, inviato negli Stati Uniti con l'incarico segreto di negoziare un trattato, Zarl ha un incontro con Geoffrey Wynne, ufficialmente un bellimbusto dell'alta società, in realtà, agente segreto degli USA. Durante il ricevimento, Wynne viene richiamato d'urgenza a Washington dove scopre che il trattato è stato rubato e che viene richiesta una grossa cifra per la sua restituzione. Wynne chiede aiuto a Irene, la sua fidanzata, alla quale affida l'incarico di prendere contatto con un italiano di nome Farnelli, uno dei ladri. Mentre Farnelli è in viaggio per New York con Irene, viene bloccato da Wynne che lo addormenta con il cloroformio e poi gli strappa il travestimento sotto il quale si cela il principe Zarl: si scopre così che il principe ha rubato lui il trattato per poter ripagare i suoi debiti di gioco.

## Produzione
Il film fu prodotto dalla Vitagraph Company of America.

## Distribuzione
Distribuito dalla Greater Vitagraph (V-L-S-E), il film uscì nelle sale cinematografiche statunitensi il 16 luglio 1917.
Non si conoscono copie ancora esistenti della pellicola che viene considerata presumibilmente perduta.